# موج سوم (فیلم)
موج سوم فیلمی به کارگردانی آرش سجادی حسینی و نویسندگی امیرعباس پیام ساخته سال ۱۳۸۷ است.

## خلاصه فیلم
این فیلم نسل اول و نسل سوم انقلاب ایران را مقایسه می‌کند و دغدغه‌های هر یک از نسل‌ها، تعارضات و اختلافات دو نسل را مورد بررسی قرار می‌دهد.

## بازیگران
| بازیگر              | نقش  |
| ------------------- | ---- |
| مهرداد صدیقیان      | حاتم |
| شایسته ایرانی       |      |
| لیدا عباسی          |      |
| قربان نجفی          |      |
| پریسا افسرپور       |      |
| ستاره پسیانی        |      |
| محمود راسخ فر       |      |
| علیرضا شیخ الاسلامی |      |
| امیر عزیزی          |      |
| سهی بانو ذوالقدر    |      |
| رضا رویگری          |      |
| یوسف مرادیان        |      |
| حامد بهداد          |      |
| مهدی قربانی         |      |

## جشنواره‌ها
فیلم موج سوم در بیست و هفتمین دوره جشنواره فیلم فجر (۱۳۸۷) حضور داشته‌است.